# Инчаустеги Кабраль, Эктор
Э́ктор Инча́устеги Кабра́ль (исп. Héctor Incháustegui Cabral; 1912—1979) — доминиканский поэт, писатель, эссеист, редактор, драматург, литературный критик, общественный деятель, дипломат. Один из самых выдающихся представителей социальной поэзии XX-го века в Латинской Америке. Член-корреспондент Королевской академии испанского языка.

## Биография
Окончил факультет философии и филологии университета Санто-Доминго. В 1940—1960-е гг. сотрудничал с прессой, работал издателем и редактором, состоял на дипломатической службе.
В 1960—1970-е гг. занимался педагогической деятельностью. Был профессором Папского католического университета «Mater et Magistra» в Сантьяго-де-лос-Трейнта-Кабальерос.
Был председателем Национального общества писателей и вице-президентом Общества писателей и драматургов Доминиканской Республики.

## Творчество
С юности имел тягу к гуманитарным исследованиям и литературному творчеству.
Как поэт, стал известен благодаря публикации в 1939 году тома стихов «Poemas de una sola angustia», в которых отразил тему тяжелые условия жизни своих соотечественников.
Вскоре стал одним из самых известных деятелей доминиканской культуры. В 1950—1970-х гг. его творчеству присуще стремление к критическому осмыслению национальной действительности.
Автор сборников стихов «Поэмы, полные скорби» («Poemas de una sola angustia», 1940), «В одиночестве раненной любви» («En soledad de amor herido», 1943), «Смерть в „Эдеме“» («Muerte en „el Edén“», 1951), «Бунт растений и менее горестные поэмы» («Rebelió n vegetal, y otros poemas menos amargos», 1956), «В поисках Копакабаны» («Por Copacabana buscando», 1964) и др. Автор статей по истории доминиканской литературы. Также ему принадлежат пьесы, литературная критика.
Его опубликованная в 1967 году книга «Diario de la guerra» («Дневник войны») считается первым документом о гражданской войне в Доминиканской Республике.
Поэзия Э. Инчаустеги Кабраля отличается социально-политической направленностью, пронизана пессимизмом и пафосом отрицания существующих общественных порядков.

## Избранные произведения
- Rumbo al la otra vigiliae. El Diario, Santiago R.D. 1942.
- Poesías Mexiko, 1950.
- El pozo muerto. Imp. Librería Dominicana, Ciudad Trujillo R.D. 1960 .
- Miedo en un puñado de polvo. Prometeo, Filoctetes, Hipólito. Americalee, Buenos Aires 1964.
- Diario de la guerra. Los dioses ametrallados. UCMM, Santiago de los Caballeros 1967.
- De literatura dominicana siglo veinte. PUCMM, Santiago R.D. 1968 .
- Poemas de una sola angustia. Obra poética completa 1940—1976. Editora del Caribe, Santo Domingo UCMM 1978.

## Награды
- В 1952 году награждён престижной премией «Premio Nacional de Poesía Pedro Henríquez Ureña».